# Лотар Метц
Лотар Метц (нім. Lothar Metz; нар. 16 січня 1939, Меране, Саксонія) — східнонімецький борець греко-римського стилю, дворазовий бронзовий призер чемпіонатів світу, дворазовий срібний призер чемпіонатів Європи, чемпіон, срібний та бронзовий призер Олімпійських ігор.

## Життєпис
Лотар Метц брав участь у чотирьох Олімпійських іграх поспіль: у 1960 і 1964 роках у складі Об'єднаної команди Німеччини, а в 1968 і 1972 роках — у складі збірної НДР. Він виграв медалі кожного ґатунку, срібло в 1960 році, бронзу в 1964 році і, нарешті, золото в 1968 році в середній ваговій категорії. У 1972 році вибув у третьому раунді в напівважкій ваговій категорії.
Він також посів третє місце на чемпіонатах світу 1958 і 1971 років, п'яте місце на чемпіонаті світу 1961 року, друге місце на чемпіонатах Європи 1967 та 1970 років та четверте місце на Чемпіонаті Європи 1966 року. 
На національному рівні він 10 разів виграв титули чемпіона Східної Німеччини в середній вазі в 1959-61, 1963, 1965-68 і в напівважкій вазі в 1971 і 1973 роках. 
Після завершення кар'єри борця Метц став тренером молодіжного клубу «Росток».

## Спортивні результати на міжнародних змаганнях

### Виступи на Олімпіадах
| Змагання                    | Збірна | Вагова категорія                 | Місце                   |
| --------------------------- | ------ | -------------------------------- | ----------------------- |
| Літні Олімпійські ігри 1960 | НДР    | греко-римська боротьба, до 79 кг | Срібло                  |
| Літні Олімпійські ігри 1964 | НДР    | греко-римська боротьба, до 87 кг | Бронза                  |
| Літні Олімпійські ігри 1968 | НДР    | греко-римська боротьба, до 87 кг | Золото                  |
| Літні Олімпійські ігри 1972 | НДР    | греко-римська боротьба, до 90 кг | вибув у третьому раунді |

### Виступи на Чемпіонатах світу
| Змагання                        | Збірна | Вагова категорія                 | Місце  |
| ------------------------------- | ------ | -------------------------------- | ------ |
| Чемпіонат світу з боротьби 1958 | НДР    | греко-римська боротьба, до 79 кг | Бронза |
| Чемпіонат світу з боротьби 1961 | НДР    | греко-римська боротьба, до 79 кг | 5      |
| Чемпіонат світу з боротьби 1965 | НДР    | греко-римська боротьба, до 87 кг | 5      |
| Чемпіонат світу з боротьби 1971 | НДР    | греко-римська боротьба, до 90 кг | Бронза |

### Виступи на Чемпіонатах Європи
| Змагання                         | Збірна | Вагова категорія                 | Місце  |
| -------------------------------- | ------ | -------------------------------- | ------ |
| Чемпіонат Європи з боротьби 1966 | НДР    | греко-римська боротьба, до 87 кг | 4      |
| Чемпіонат Європи з боротьби 1967 | НДР    | греко-римська боротьба, до 87 кг | Срібло |
| Чемпіонат Європи з боротьби 1970 | НДР    | греко-римська боротьба, до 90 кг | Срібло |